# Ma (espaço negativo)

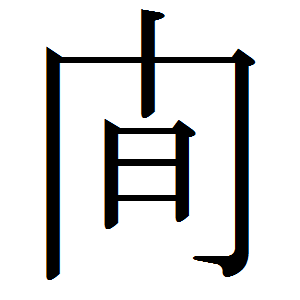
Caractere abreviado japonês, ryakuji de 間.

Ma (間), é uma palavra japonesa que pode significar “intervalo”, “espaço”, “tempo“ ou “distância entre duas partes estruturais”. Este conceito espacial é aplicado em todas as manifestações artísticas, como em arquitetura, design, pintura, artes marciais, arte, teatro, literatura, entre outros; podendo ser usado para se referir ao espaço entre as partes de um poema, como ao intervalo entre o jardim e a casa de chá.

## Conceito

Shorin-zu Byobu - lado esquerdo de um díptico da autoria de Hasegawa Tohaku.

Na linguagem japonesa, ma é uma conceptualização conjunta de espaço e tempo, ou intervalo entre duas acções ou eventos, ou também um vazio espacial. A duração de tal espaço pode ser lazer, quietude, gentileza, ou descanso. "Ma" pode ser tanto distância no tempo, como o tempo. Estes dois conceitos (espaço e tempo) são concebidos como intervalos, e isto reflecte-se na arquitectura, nos desenhos de jardim, na música e no teatro. Um termo comumente usado na música, em performances, ou na arte marcial, é o "maai" - um composto de "ma" e "ai" (unidade). Esse termo pode ser interpretado como que "espaço harmonizador", ou "unidade de espaços".
Segundo Arata Isozaki, "ma é um lugar onde uma vida é vivida, um espaço que só começa a fazer sentido quando existe indicações de vida humana." Para ele, "ma é um alinhamento de sinais. Um lugar vazio onde todos os tipos de fenómenos aparecem, passam e desaparecem, onde vários símbolos de arranjo de fenómenos e formas altamente elásticas surgem." A autora do livro "[MA] entre espaço da arte e comunicação no Japão", Michiko Okano, afirma que "o ma está presente em todas as manifestações culturais japonesas. Possui múltiplas semânticas, uma delas é a do espaço de possibilidade e disponibilidade e a outra é a de espaços intervalares, que desconstrói o pensamento dual e aposta na possibilidade de um espaço intermediário que pode ser concomitantemente as duas coisas".
O ma é um conceito espacial que tem como característica a imaterialidade. Ele é mais subjetivo que objetivo. Seu significado é compreendido por suas manifestações visuais nas artes.
A partir do período medieval, para atingir a perfeição na pintura zen, ou a "harmonia do ma", significava não somente ter habilidade com as formas pintadas, mas dominar a relação destas com o vazio circundante. Deste modo, se a relação geral entre os elementos fosse inadequada à essência do ma, esta certamente estaria perdida.
O ma não é algo criado por elementos de composição, mas é o fenómeno conceptualizado na imaginação do ser humano que permite o experimento destes elementos. Portanto o ma pode ser definido como o lugar experiencial entendido como ênfase no intervalo.

## Arquitetura

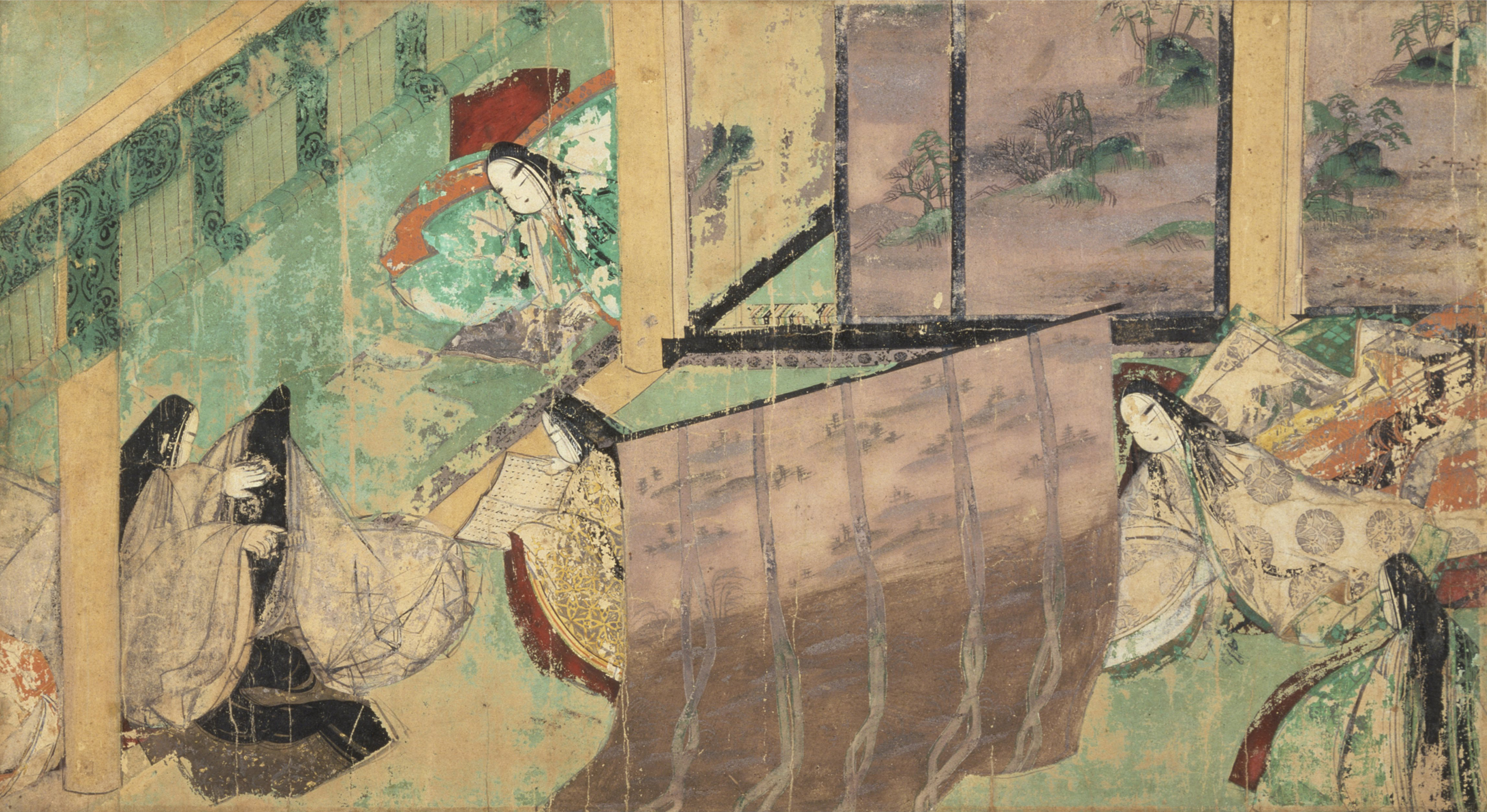
Uma cena do emakimono da obra literária Genji Monogatari.

Ma organiza o processo de movimento de um lugar para outro - michiyuki (道行文). Como exemplo, o termo designa um intervalo entre as pedras de um jardim; além disso, tal intervalo determina o modo como a pessoa vai realizar o movimento e a respiração no percorrer do espaço. Um percurso estabelecido nos grandes jardins japoneses é também concebido através da racionalização do ma.
Na arquitetura o ideograma ma está presente nas palavras usadas para o design como: ma-dori, que significa entender o ma, ou cha no ma. O cha no ma excede a sala de estar como espaço físico, envolvendo o ato de tomar o chá de forma relaxada. Tanto o ma-dori como o cha no ma evidenciam que a arquitetura era a arte de criar um ma particular, um ambiência especial.
O ma estava presente no arranjo para os usos temporários, característicos da cultura japonesa. De acordo com Kiyoshi Seike, o arquiteto ao projetar uma casa tradicional criava o ma-dori, ou seja, um sentido de lugar, algo invisível, porém perceptível.
Ma é também uma unidade estrutural (suki), que para além de significar a distância entre dois pontos, também significa um espaço cercado por paredes ou simplesmente um espaço delimitado por quatro postes.m
No espaço dominado pelo plano horizontal o ma exigiu a criação de formatos artísticos bastante distintos dos ocidentais. Dentre eles destaca-se o emakimono (絵巻物, "rolo de pintura"), onde o tempo é sugerido pela reprodução de eventos sucessivos de uma mesma história. Na emakimono as cenas são independentes e não se constituem num panorama contínuo, o que induz o observador a uma constante mudança de ponto de vista. A emakimono  reproduz, no plano, algo similar ao modo como o japonês experimenta o espaço da cidade, "uma experiência a ser memorizada, feita de uma miríade de experiências menores". Neste formato de pintura, somente a fusão das sequências de imagens se constituem na experiência completa. Este processo de leitura espacial, denominado pelos japoneses de ma no torikata, permite captar o ma, porém exige do ocidental, habituado a leitura linear do espaço, um enorme esforço de imaginação.